# Castleknock
Castleknock (irl. Caisleán Cnucha) – obrzeżna dzielnica Dublina w hrabstwie Fingal w Irlandii. Położona około 8 km w kierunku zachodnim od centrum miasta między Phoenix Parkiem a obwodnicą M50 liczy około 21,5 tys. mieszkańców (2006). Patronką Castleknock jest święta Brygida.
Do późnych lat 60. XX wieku Castleknock był wsią, kiedy to zaczęto budować w tej okolicy pierwsze osiedla mieszkalne. Razem z sąsiednim Blanchardstown gwałtownie rozrosły się w latach 70. i 80. XX wieku by stać się częścią przedmieści i „sypialną” Dublina.

## Zabytki
- Zamek w Castleknock
- Opactwo świętej Brygidy
- Założenie pałacowo-ogrodowe Farmleigh